# Telegram media grupa
Telegram media grupa je hrvatski informativni internetski nakladnik. Osnovan kao Adriatic Media d.o.o., od kolovozu 2015. godine uzima sadašnji naziv.
Po vlastitoj tvrdnji, „Telegram Media Grupa najveći je digital-only izdavač u Hrvatskoj, s 1,2 milijuna jedinstvenih korisnika mjesečno, apsolutno fokusirana na produkciju digitalnog sadržaja i kampanja, i pričanju najboljih priča po svim digitalnim kanalima“
Izdanja: 
- Telegram (www.telegram.hr), glavna urednica: Jelena Valentić
- Telesport (Telesport), glavni urednik: Aleksandar Holiga
- Super1 (Super1), urednica: Veronika Švob

## Vanjske poveznice
- Službena stranica